# Véria
Véria (em grego Βέροια) é uma cidade na Grécia. É um centro comercial da Macedónia e capital da prefeitura de Emátia. É também sede de uma diocese da Igreja Ortodoxa Grega.
Veria, com uma população de 47500 pessoas, manteve o mesmo nome e localização desde há mais de dois mil anos. Atualmente possui um número considerável de monumentos e sítios que datam desde o período helénico, incluindo 48 igrejas bizântinas e pós-bizântinas com frescos. Cerca de 1500 pessoas vivem no centro histórico, onde a arquitectura é tão variada quanto a história multicultural da cidade, caracterizada por ruas estreitas que serpenteiam por entre edifícios com 2 e 3 pisos com logradouros traseiros e muitos com pisos superiores suspensos. Passa pela cidade o deslumbrante rio Tripotamos.

## História
Veria está no local da antiga cidade de Bereia. Parte de Roma desde 168 a.C., nela pregou Paulo e Silas em 54 ou 55 d.C. Diocleciano fez dessa grande e populosa uma das duas capitais da província romana da Macedónia, e foi uma das primeiras cidades a tornar-se sede de um bispo. Invadida por protobúlgaros, foi conquistado pelos otomanos em 1361. Foi incorporada ao Estado grego em 1912.

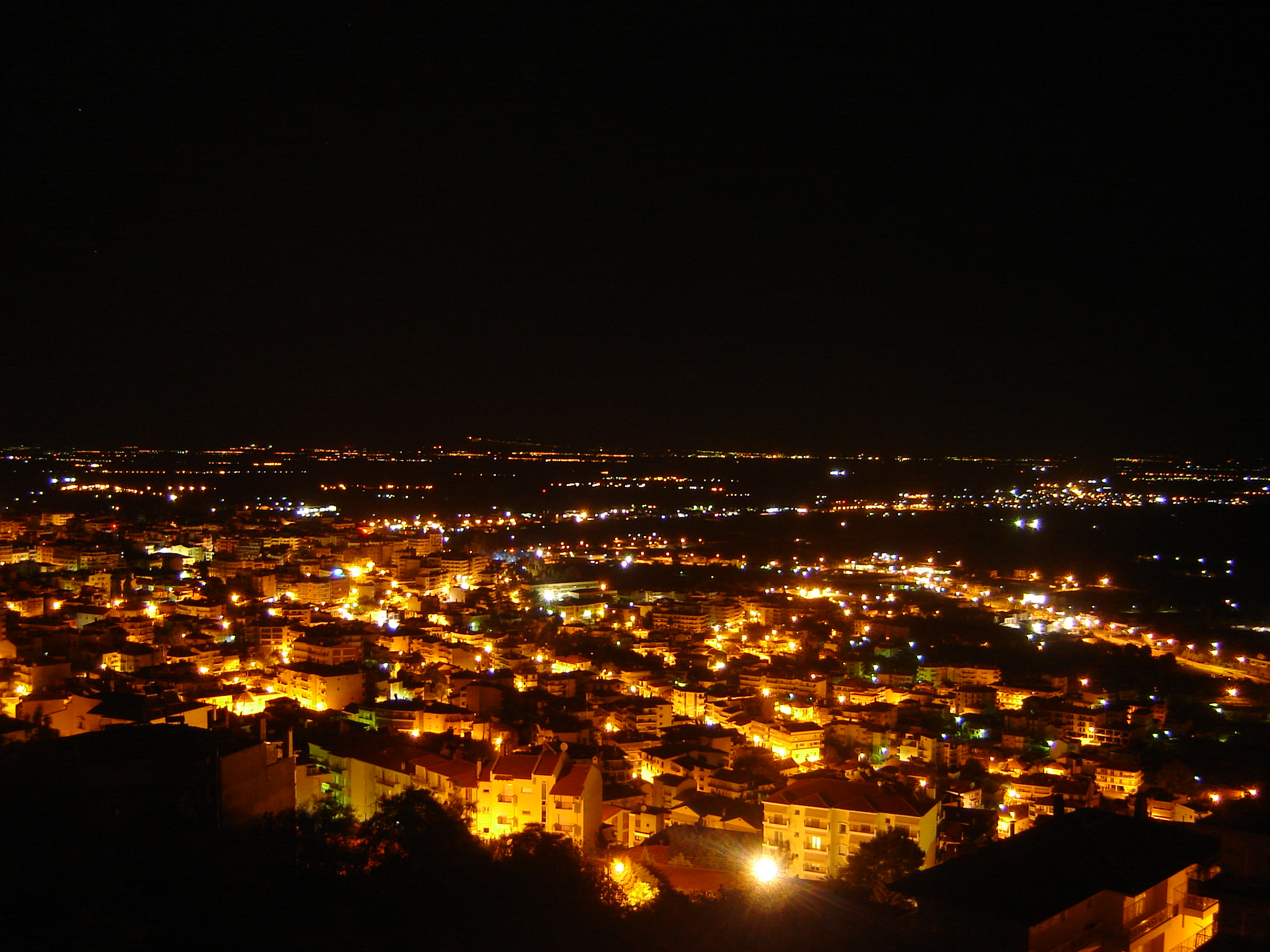
Vista noturna de Véria em agosto de 2007